# Hockey sobre patines en línea
El hockey sobre patines en línea o hockey en línea es un deporte de equipo moderno que se juega en pistas de madera, asfalto, cemento o sintéticas, de una medida de entre 20x40 y 30x60 metros, parecidas a las del hockey sobre hielo, manteniéndose siempre una relación 1:2. Los jugadores usan patines en línea de cuatro ruedas consecutivas con los que pueden alcanzar velocidades muy altas y un stick o palo con el que golpean el disco. El deporte nació de la idea de seguir practicando el hockey sobre hielo en verano. Debido a la falta de hielo en esta época del año se pierden algunas similitudes con dicho deporte.
El hockey en línea, se caracteriza por:
- Ser un deporte mucho más rápido que el hockey tradicional.
- Se permite el contacto durante el juego pero de ninguna forma la violencia.
- Se usa un puck o disco que se desliza a gran velocidad por la pista.
- El stick puede medir hasta 163 cm, debe ser sin formas salientes y redondeado, pero su forma es la que desee el jugador, como en hockey sobre hielo.
- Las protecciones son muy superiores. Un jugador o jugadora de hockey línea debe llevar coderas, espinilleras, guantes y casco. Los porteros llevan un equipo especial de protección, parecido al empleado en el hockey sobre hielo.

## Juego
El objetivo del juego es anotar goles en la portería contraria, jugando con un disco de plástico de 2,5 cm de grosor y 10 de diámetro, y de unos 100 g de peso llamado puck, pastilla o disco. Un gol se obtiene cuando el puck entra completamente en una de las porterías situadas en los extremos opuestos de la pista. Los jugadores pueden controlar el puck usando un stick (palo largo con una prolongación con leve curva). Los jugadores pueden también volver a dirigir o golpear el puck con el patín (pero no meter gol con el patín, salvo en propia meta o de forma involuntaria) o jugar el puck con la mano (sin dirigirlo). 
Los tiempos de juego varían según la categoría.
- Micro / Pre-Benjamín se juegan 2 partes de 15 minutos
- Benjamín / Alevín / Infantil / Juvenil se juegan 2 partes de 20 minutos
- Júnior / Sénior se juegan 2 partes de 25 minutos.

Cada equipo tiene derecho a un tiempo muerto de un minuto por cada uno de los dos periodos.
En el caso de la Liga Élite masculina o la Liga Élite femenina en España son dos partes de 25 minutos.
En una eliminatoria, si transcurridos los dos tiempos el partido estuviera en empate, debe jugarse, al igual que en muchos otros deportes, una prórroga, seguida de tandas de penaltis si no se anota a lo largo de la prórroga. Hay que añadir que esta prórroga siempre se juega con gol de oro (o muerte súbita).
Los equipos se organizan en líneas de cuatro (4) jugadores, teniendo un equipo alrededor de tres líneas, o lo que es lo mismo, 12 jugadores. Normalmente la línea 1 es la más importante. En algunos casos, cuando hay algún jugador más, las líneas son de cinco (5) jugadores y van alternándose para descansar cada vez uno (1).
Es un deporte muy exigente, por lo que los cambios se realizan cada dos (2) minutos. Cuando hay un cambio, un jugador sale de la pista y entra otro en su lugar.
El portero es una pieza clave del equipo, teniendo que mantener la concentración y la confianza en sí mismo en todo momento.

### El equipo
Cada equipo podrá incorporar obligatoriamente un mínimo de seis (6) jugadores de campo y dos (2) porteros, y un máximo de catorce (14) jugadores de campo y obligatoriamente dos (2) porteros.
En pista habrá cuatro (4) jugadores más el portero, pudiendo sustituir este último por otro jugador, pasando a tener cinco (5) jugadores.

### Equipación o protecciones del jugador
Todos los jugadores han de llevar obligatoriamente cascos HECC/CSA de un mismo color, homologados, con una correa en la barbilla debidamente abrochada. La protección completa de la cara es obligatoria para todos los menores de 18 años. El reglamento se aplica tanto a hombres como a mujeres. Los jugadores mayores de 18 años tienen la opción de no usar esta protección.
El jugador corre su propio riesgo al no usar protección facial o no podrá jugar.
Todos los porteros están obligados a llevar caretas aprobadas.
Todos los jugadores han de llevar guantes de hockey aprobados.
Todos los jugadores han de llevar espinilleras y coderas. A los jugadores de sexo masculino se les recomienda llevar una coquilla protectora durante el partido.
La protección bucal es opcional para los jugadores de edad correspondiente a la categoría Seniors, pero es obligatorio el resto de categorías. De todos modos es recomendable el uso de los mismos para todos los jugadores. No se usa un peto como en el hockey hielo y la potera o shorts de hockey son mucho más chicos y menos invasivos que en el hockey hielo.

### El portero
Con excepción de los patines y el stick, todo el equipo del portero debe estar hecho para proteger únicamente la cabeza y el cuerpo. No ha de incluir ninguna prenda o artilugio que pueda darle una ayuda indebida en sus funciones como portero para defender la portería.
NOTA: “La red de cordones o cinchas o cualquier otro material que una el pulgar con el índice del guante del portero no deben exceder la cantidad mínima necesaria para rellenar el hueco entre los dedos pulgar e índice completamente extendidos y separados.”
Las almohadillas protectoras del torso o de los guantes del portero no deben exceder de 20 cm de ancho y 40 cm de largo.
Defensas del abdomen que se extiendan a lo largo de los muslos o por fuera de los pantalones están prohibidas.
Cuando las almohadillas del portero son nuevas, no han de exceder de 30 cm de ancho, medidas puestas, no pudiendo ser alteradas de ningún modo.
Todo el equipo, con excepción del puck y los patines, será el reglamentario para hockey.
Todos los porteros están obligados a llevar caretas aprobadas por CIRILH.
Todas estas protecciones son necesarias para detener el puck, ya que es muy duro y puede llegar a 120 km/h.
Nota: sólo máscaras de protección total de la cabeza.

## Expansión internacional

### España
En España hay diversas ligas nacionales: Élite Masculina, Élite Femenina, Liga Oro Masculina, Liga Oro Femenina, Liga plata, Liga Nacional Infantil(mixto) y Liga Nacional Alevín (mixto).
Once equipos son los que componen la 
Liga Élite masculina en 2019/2020:
- CPLV club patinaje en línea Valladolid
- EHC España de Mallorca.
- HC Rubí Cent Patins de Rubí (Barcelona).
- Metropolitano HC de Bilbao
- Molina Sport ACEGC de Las Palmas de Gran Canaria.
- Kamikazes del Patín Club Tres Cantos (Madrid)
- HCC Castellón de Castellón.
- CP Castellbisbal de Castellbisbal (Barcelona).
- AE Sant Andreu de Barcelona
- CHL Jujol Jokers de San Juan Despí (Barcelona).
- EC Tsunamis de Barcelona.

La Liga Élite femenina la componen 2019/2020 ocho equipos que son:
- CPLV panteras valladolid
- Spartanas del HC Rubí Cent Patins, de Rubí (Barcelona)
- SAB Tucans ASME de Barcelona
- Kamikazes del Patín Club Tres Cantos (Madrid)
- CE BCN Tsunamis de Barcelona
- CP Ciutat de Villareal
- CHL Aranda de Duero
- Espanya HC

### Chile
Hay 8 equipos de hockey en línea reconocidos por la Federación Chilena de Hockey y Patinaje.

#### Liga Metropolitana
- Black Stars
- Dominicos
- Kamikaze
- Red Stars
- Santiago Storms
- Volcanes
- Siberianos - Tigres
- Reptiles
- Lions
- Drakons
- Serena Fuego

### Colombia
En Colombia se realizan diferentes torneos a través de todo el año. Entre los más importantes están: la Copa Ruta Dorada (B), la Liga Nacional (A) que se juegan cada semestre, la Liga Capitalina y los torneos Play Hockey. Existe 1 equipo en Nemocón, 9 equipos en Bogotá, 1 en Tunja, 4 en Cali y 1 en Yopal. De estos, solo participan 5 de los equipos de Bogotá en la Liga Capitalina.
- Águilas (Nemocón)
- Condors
- Avalancha
- Capitals
- Katios
- Canpro
- Rinos Na-palm
- SUA (No juega liga)
- Bucaneros (Cali)
- Stunders (Cali)
- Dragones (Cali)
- Broncos (Cali)
- Lobos (Tunja)
- Toros (Yopal)
- Dorados
- High School

Además de estos torneos entre clubes, se realiza cada año el torneo interligas, compuesto por jugadores de los equipos inscritos a su respectiva liga, esta se hace en pista mundialista de Cali o en la pista de Guaymaral (Chía).
Entre las canchas disponibles para este deporte en Bogotá encontramos: Bogotá Hockey Center (BHC), Alta Blanca, Los Nogales, Tunal. En Chía se encuentra la Castillo Marroquín y Guaymaral;en Nemocón se encuentra la cancha Municipal al igual que Tunja y Duitama. En Cali se encuentra el Coliseo Miguel Calero, donde se juegan torneos internacionales.

### Ecuador
- Orkos Hockey Club
- Sayains in-line hockey
- Lobos Hockey
- Scorpions  Hockey Club

### México
- Bacterias (San Luis Potosí) [2]
- UACH (Chihuahua)[3]
- Momias (Guanajuato)[4]
- Red Bulls (Ciudad de México)[5]
- Tlacuaches (Tlaxcala)[6]
- Tornados (Orizaba)[7]